# Transporte de Arequipa

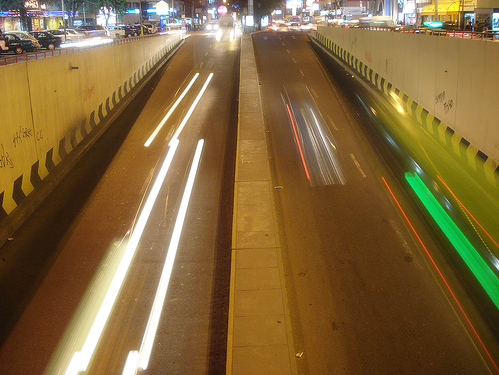
Avenida Ejército - Arequipa.

El transporte en Arequipa está conformado por varios sistemas. El transporte público urbano está compuesto por buses, micros y taxis. Por vía aérea cuenta con el Aeropuerto Internacional Alfredo Rodríguez Ballón que cubre vuelos nacionales. Por vía férrea cuenta el Ferrocarril del Sur (Perú) que realiza conexiones interregionales.

## Transporte urbano
La malla vial metropolitana posee una estructura radiocéntrica que se soporta en cuatro vías primarias o troncales: Avenida Ejército, Avenida Jesús, Avenida Daniel Alcides Carrión y la Avenida Parra, que permiten el traslado de la población desde las áreas intermedias y periféricas a los centros de actividad.
Estas vías de carácter longitudinal se articulan entre sí mediante vías colectoras, conformando un anillo alrededor del área central formado por: Avenida Venezuela, Avenida Teniente Ferré, Avenida Progreso, Avenida Arequipa, Avenida Gómez de la Torre, Avenida La Marina, Avenida San Martín, Avenida Salaverry, Avenida Mariscal Cáceres, Avenida Malecón Socabaya y, por último, Avenida Venezuela.
Este sistema es completado con algunas vías principales como: Avenida Cayma, Avenida Arequipa, Avenida Goyeneche, Avenida Kennedy, Avenida Dolores y Avenida Lambramani, que llevan los flujos de las vías locales a las colectoras y viceversa.
En 2024, el tráfico de Arequipa había aumentado considerablemente, hasta el punto de que había vehículos estacionados en varias calles del centro histórico de la ciudad. Si bien cuenta con algunas avenidas con pasos a desnivel para aliviar la congestión del tráfico, Arequipa fue la cuarta ciudad latinoamericana en la que más tiempo se perdió por culpa de los atascos según TomTom. El arquitecto Carlos Zeballos señaló que existe el Plan de Desarrollo Metropolitano para construir nuevos intercambios viales y puentes, algunos de ellos en zonas rurales.

### Sistema Integrado de Transporte

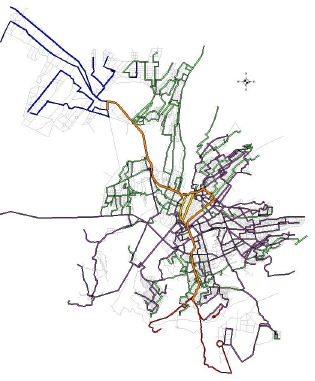
Troncales
Alimentadoras
Alimentadoras Norte
Alimentadoras Sur
Estructurante

Es el sistema de transporte público de Arequipa en fase de construcción e implementación a cargo del Ministerio de Transporte y Comunicaciones y la Municipalidad Provincial de Arequipa. El sistema está compuesto por un esquema de red racionalizada basado en 2 rutas denominadas troncales que funcionan con Buses de Transporte Rápido (BRT) denominados SITransporte que interactúan con redes alimentadoras y rutas estructurantes.
- Rutas Troncales o Corredor Exclusivo, conformado por dos carriles segregados por donde transitan buses articulados (BRT), su terminal norte se ubica en el sector de Río Seco en el distrito de Cerro Colorado y su terminal sur en el distrito de Socabaya.[5]
- Rutas Alimentadoras: conformada por 43 rutas que convergen hacia la ruta troncal, 9 de ellas operan en las periferias norte y sur de la ciudad y 34 en zonas intermedias.[5]
- Rutas Estructurantes, conformado por 35 rutas y de acuerdo a sus características brindan un servicio directo con un origen y destino propio.[5]

Su inauguración estaba prevista para el primer trimestre del año 2014, pero se pospuso sin éxito para 2025. Todas las rutas operarán coordinadas por un sistema interconectado de pago y un sistema de control de flujo de pasajeros.

## Transporte aéreo

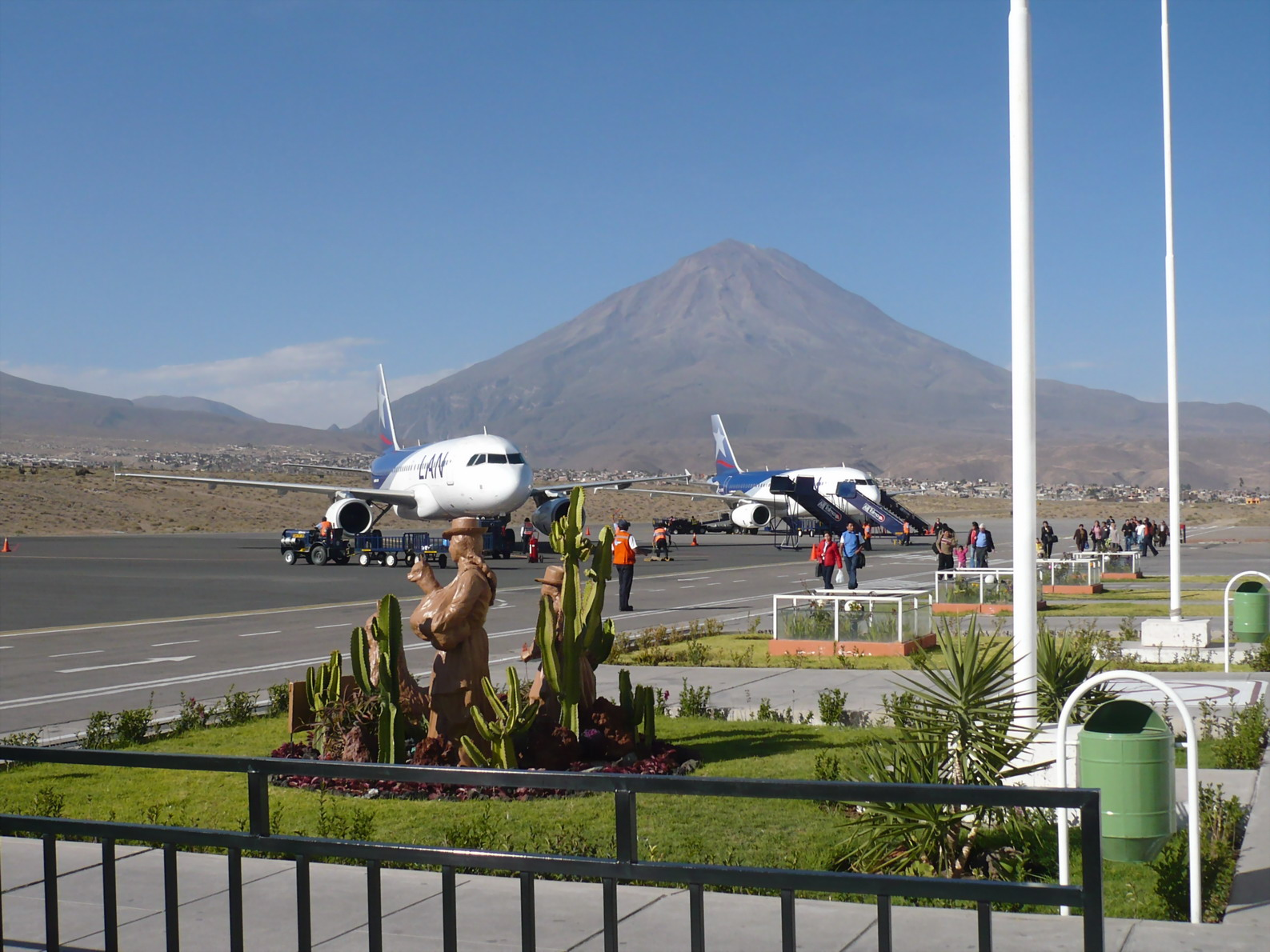
La pista del Aeropuerto Internacional Alfredo Rodríguez Ballón durante los días de realización del APEC en la ciudad, el volcán Misti luce sin nieve en el fondo.

Arequipa es servida por el Aeropuerto Internacional Alfredo Rodríguez Ballón ubicado en el distrito de Cerro Colorado a unos 12 km al noroeste del centro de la ciudad y es administrado por el consorcio Aeropuertos Andinos del Sur.
El aeropuerto Alfredo Rodríguez Ballón permite el aterrizaje de aviones B-747.
En el año 2011 presentó un flujo de pasajeros de 1.025.466 pasajeros entre vuelos nacionales e internacionales y un flujo de carga de 2.193 toneladas en el año 2010, constituyéndose como el segundo en la región sur en el fluido de tráfico de pasajeros después del Aeropuerto Internacional Alejandro Velasco Astete, de la ciudad de Cuzco, y tercero en el país.
El aeropuerto mantiene conexiones aéreas diarias con las ciudades de Lima, Cusco, Juliaca y Tacna y con destinos internacionales como Arica, Iquique, Antofagasta y Santiago de Chile, además con próximos vuelos regulares a Buenos Aires, Argentina.
En el año 2011 existen cuatro compañías aéreas que brindan sus servicios en vuelos de cabotaje, con un total de 38 vuelos diarios en temporada baja entre sus principales destinos y 52 vuelos diarios en temporada alta. La compañía Sky Airline realiza tres vuelos reguales a cada uno de los destinos internacionales (Arica, Iquique, Antofagasta, Santiago de Chile) por semana, y próximamente a la ciudad de Buenos Aires con código compartido con Aerolíneas Argentinas.

## Transporte ferroviario
El sistema de interconexión ferroviaria viene funcionando en Arequipa desde el año 1871, permite la comunicación entre la costa y la sierra y diferentes niveles de progreso y expansión de los centros poblados ubicados a su paso. El sistema está constituido por las líneas: Cusco-Puno-Arequipa y Arequipa-Mollendo.
Reviste de gran importancia estratégica dentro de un sistema de comunicación multimodal en la macrorregión sur; ya que es el medio más eficaz y económico para el transporte de carga pesada a grandes distancias.

## Transporte terrestre
La ciudad cuenta con una red vial de 1750 km de extensión conformada por la red nacional, departamental y vecinal (metropolitana).
El Terrapuerto Internacional Arequipa se encuentra en el distrito de Jacobo Hunter desde el cual la ciudad y la región de Arequipa se conecta por tierra a todo el Perú y con La Paz, Santiago de Chile, Mendoza y Buenos Aires.
Aparte de contar con el terrapuerto internacional cuenta con el Terminal Terrestre de Arequipa de uso regional y con servicios hacia la sierra y la costa. En la ciudad de Arequipa existen vías interregionales, constituidas por la Variante de Uchumayo que sirve como conexión con la costa, la salida a Yura que sirve como conexión con la Sierra y la salida de Jesús que sirve de conexión para las zonas altas de Arequipa y la zona de Chiguata.

## Parque automotor
| Parque automotor en Arequipa por año | Parque automotor en Arequipa por año |
| ------------------------------------ | ------------------------------------ |
| 2004                                 | 78.858                               |
| 2005                                 | 79.544                               |
| 2006                                 | 81.293                               |
| 2007                                 | 84.829                               |
| 2008                                 | 91.674                               |
| 2009                                 | 98.270                               |
| 2010                                 | 106.521                              |
| 2011                                 | 118.985                              |
| 2012                                 | 134.533                              |
| 2013                                 | 191.000                              |
| 2014                                 | 240.000                              |

En el año 2011 en la ciudad de Arequipa se encuentran registrados 182 mil vehículos según la Superintendencia de los Registros Públicos, en el mismo año el parque automotor se vio incrementado en 64 mil vehículos de los cuales 12 mil 360 unidades fueron unidades nuevas. Arequipa cuenta aproximadamente con 35.000 taxis y 3.600 combis y colectivos.

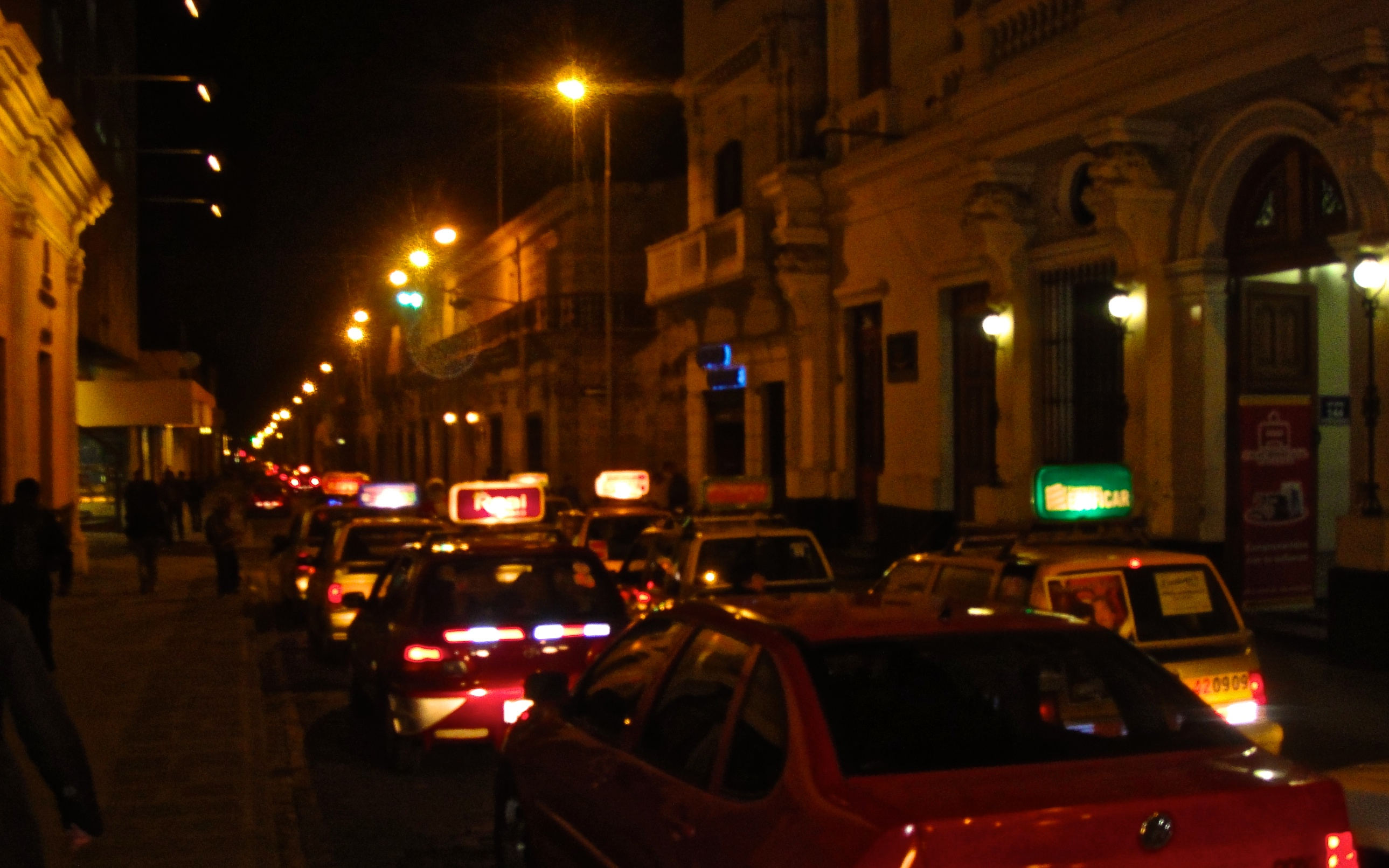
Tráfico en el Centro Histórico de Arequipa.

## Galería

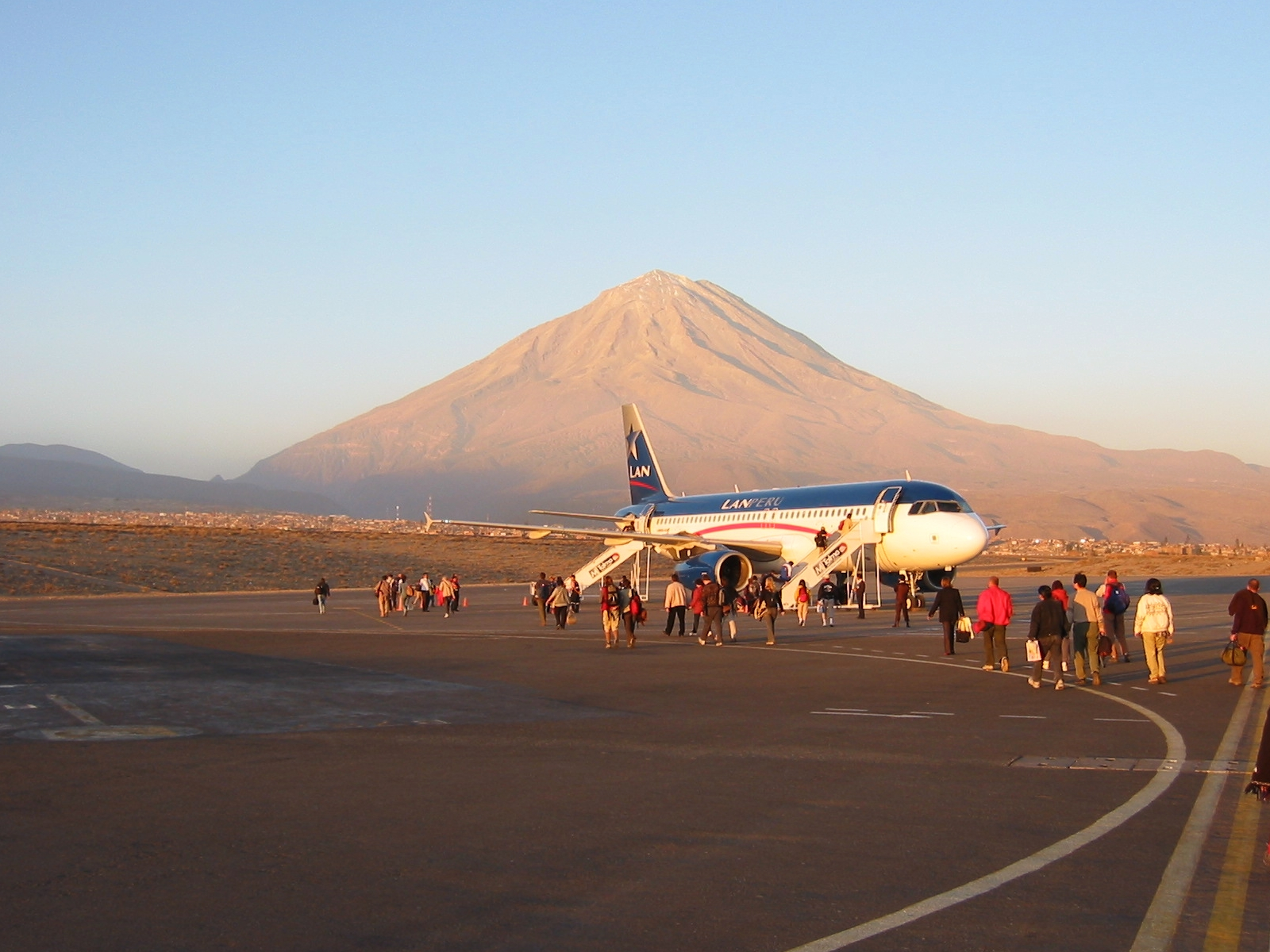
Aeropuerto Internacional Rodríguez Ballón
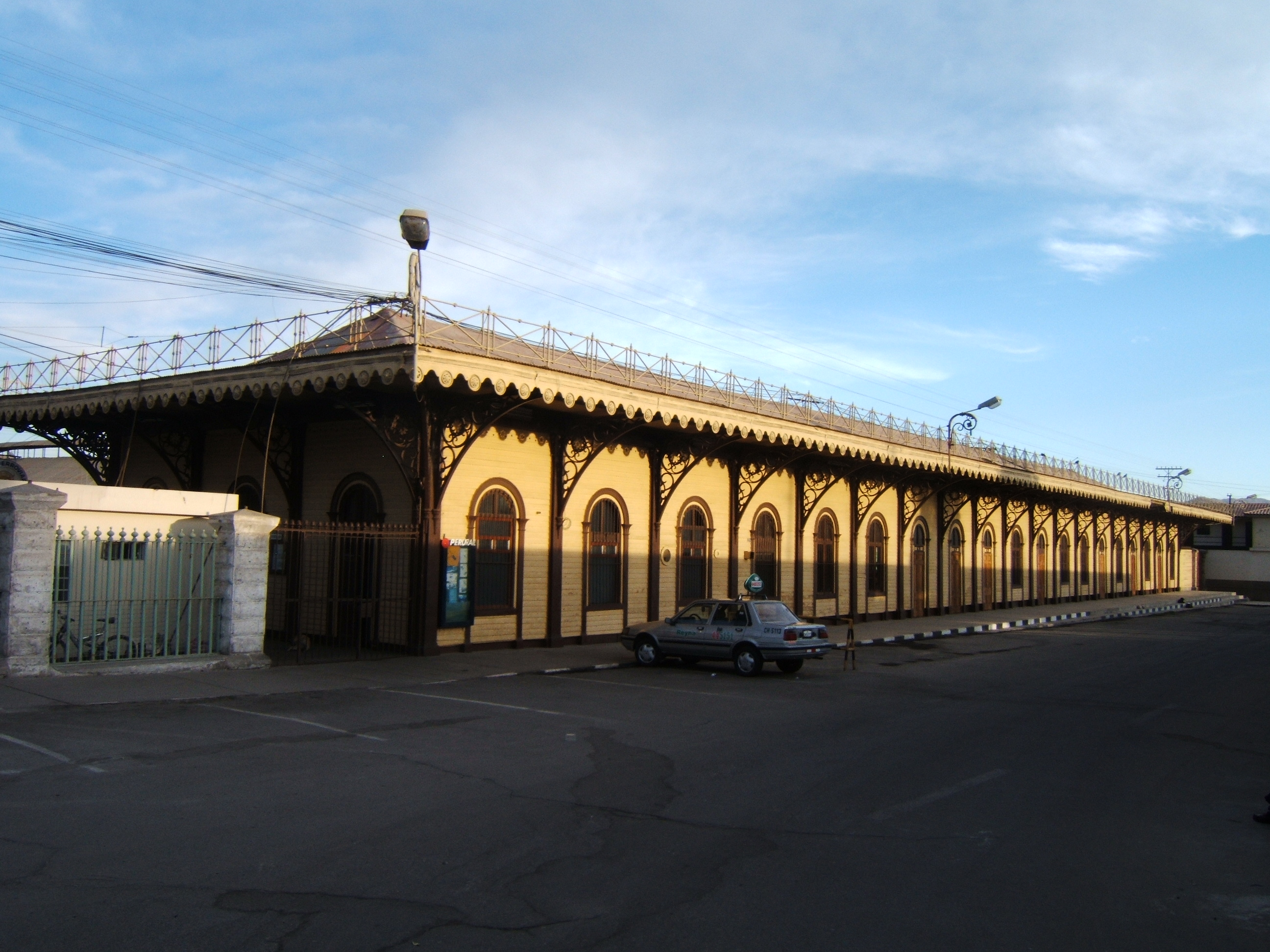
Ferrocarril del Sur
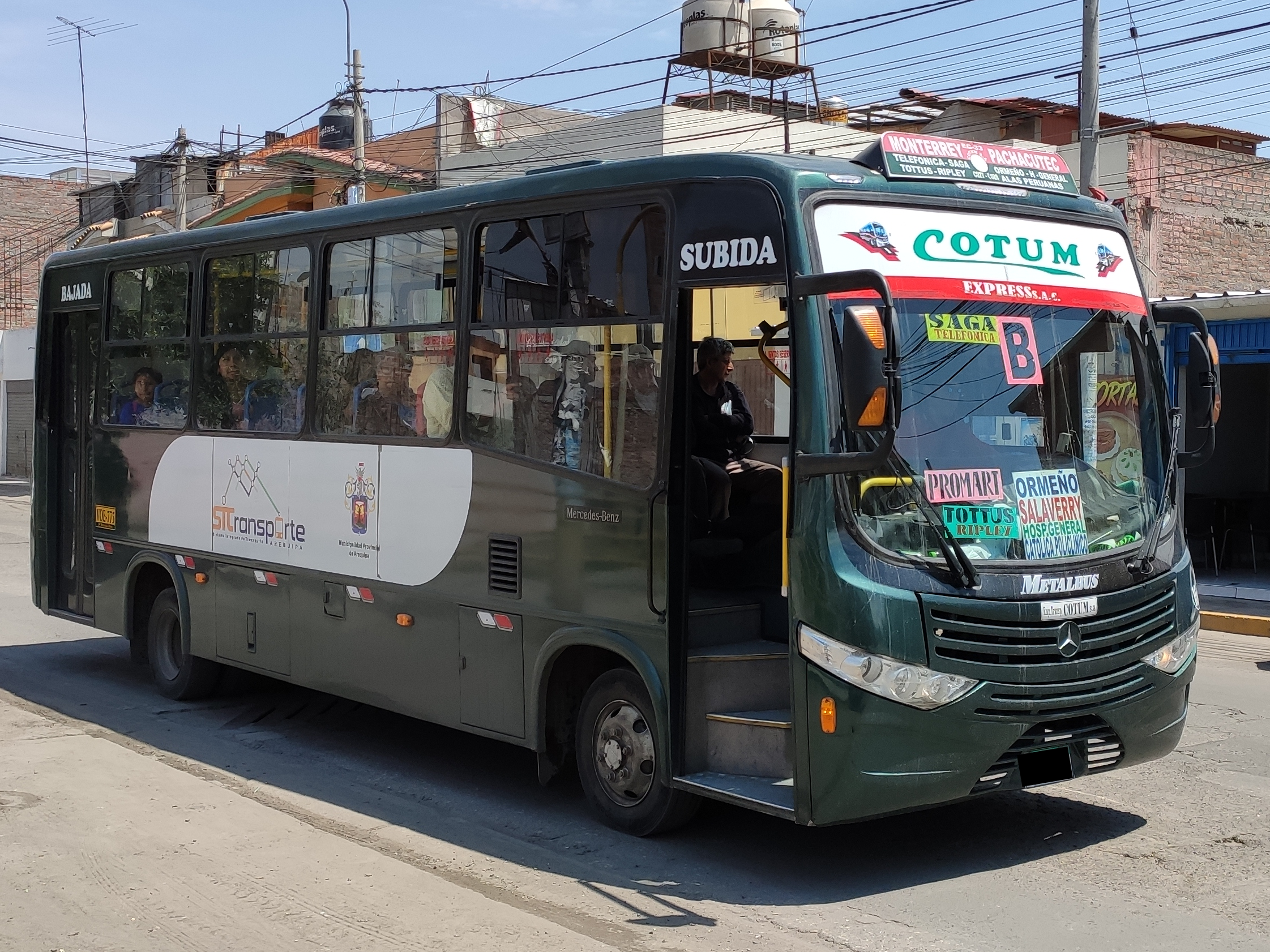
Bus urbano
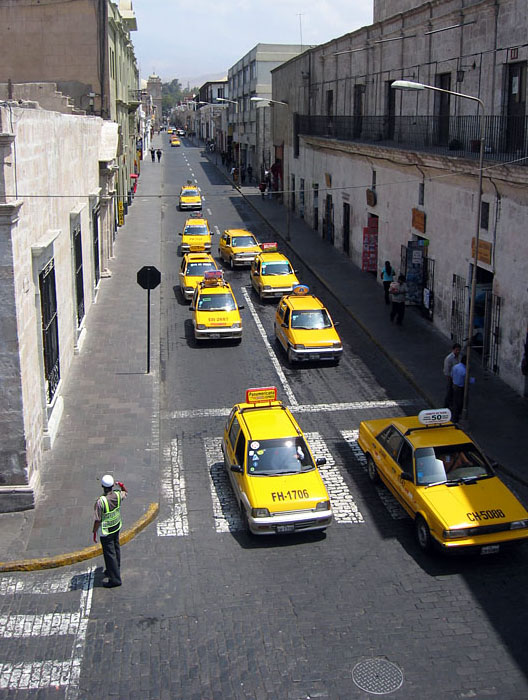
Taxis